# CDC25C
La fosfatasa 3 inductora de fase M (CDC25C) es una enzima codificada en humanos por el gen cdc25C.
El gen cdc25C se ha conservado a lo largo de la evolución y juega un papel clave en la regulación de la división celular. La proteína CDC25C es una tirosina fosfatasa perteneciente a la familia de fosfatasas CDC25. CDC25C lleva a cabo la defosforilación de la ciclina B unida a Cdc2 y pone en marcha el proceso de mitosis. También se piensa que suprime la parada del crecimiento inducida por p53. Se han descrito múltiples variantes transcripcionales de este gen, pero aún no se ha determinado la longitud completa de todas ellas.

## Interacciones
La proteína CDC25C ha demostrado ser capaz de interaccionar con:
- MAPK14[3]
- CHEK1[4]
- PCNA[5]
- PIN1[6][7][8]
- PLK3[9]
- NEDD4[8]